# Antoine Calvière
Antoine Calvière (auch Guillaume Antoine Calvière; * um 1695 in Paris; † 18. April 1755 ebenda) war ein französischer Organist und Komponist des musikalischen Barock.

## Leben und Wirken
Antoine Calvière war Schüler von Philippe Isoré (Organist der Abtei Saint-Denis) in Paris. Bereits im Jahre 1706 hatte sich der begabte Calvière um die Organistenstelle in der Kirche Sainte-Madeleine-en-la-Cité beworben, weshalb sein mit 1695 angegebenes Geburtsjahr teilweise in Frage gestellt wird, da er erst 11 Jahre alt war – was allerdings bei hoher Begabung in diesem Zeitalter nicht ungewöhnlich wäre. Ab 1722 war er Organist in der Kirche Saint-Germain-des-Prés. Er spielte parallel dazu als Organist in Sainte-Marguerite. Von 1730 bis 1755 war er Organist an der Orgel der Kathedrale Notre-Dame, seit 1739 ebenfalls in Sainte-Chapelle und (als Nachfolger von Louis Marchand) in der Chapelle Royal. Calvière komponierte, unterrichtete und gehörte zu den angesehensten Organisten seiner Zeit. Zu seinen Kompositionen zählten Orgelwerke und Motetten. Es ist nichts davon erhalten geblieben – bis auf ein Stück für Orgel, welches in der Bibliothek des Brüsseler Konservatoriums archiviert ist.